# Medeea
Medeea este o vrăjitoare și antieroină din mitologia greacă. Este fiica regelui Colchidei, Eetes, și, prin urmare, nepoata lui Helios. Mama ei este oceanida Eidyia, dar uneori i se atribuie drept mamă Hecate, patroana tuturor vrăjitoarelor.
Medeea este un personaj central în mitul expediției lui Iason și al argonauților, numele său fiind menționat în Teogonia lui Hesiod și în Argonautica lui Apollonius din Rodos. Portretul său este cel mai bine conturat în tragediile Medeea de Euripide, și Medeea (Seneca).

## Mitologie

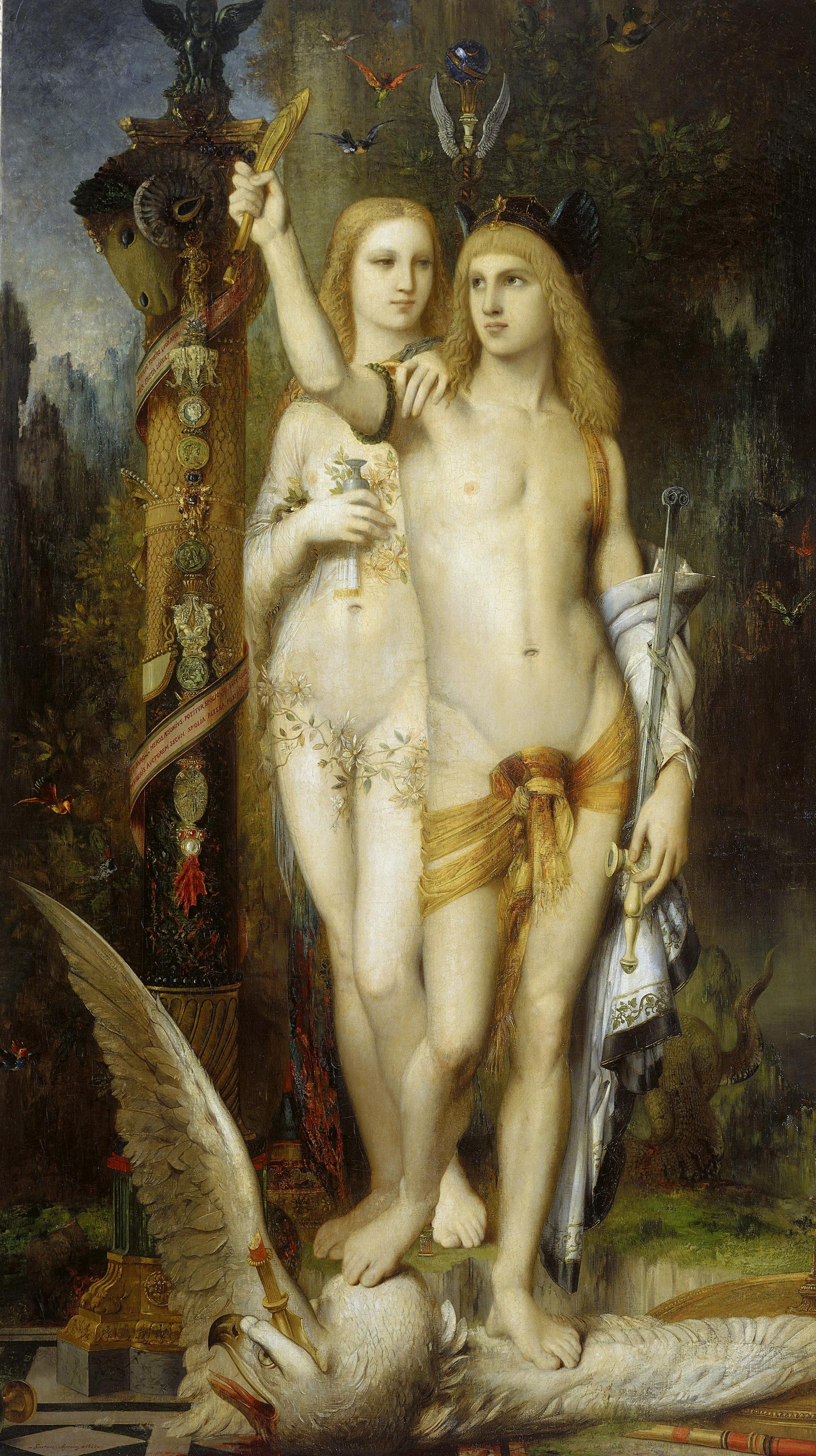
Iason și Medeea
(tablou de Gustave Moreau, 1865)

Fără Medeea, Iason nu ar fi putut să obțină Lâna de Aur, dânsa fiind cea care i-a dat alifia destinată să-l protejeze de arsurile taurilor lui Hephaistos și care a adormit dragonul prin farmecele sale. O variantă târzie, pomenește faptul că Medeea era, în realitate, o prințesă plină de omenie, care se opunea politicii tatălui său de a-i ucide pe toți străinii ajunși în ținutul său.
Iritat de opoziția ei, Eetes a întemnițat-o, de unde nu i-a fost greu să scape, ceea ce s-a și întâmplat exact în ziua în care Argonauții au debarcat pe țărmul din Colchos. Medeea și-a legat imediat soarta de cea a lor, făcându-l pe Iason să promită că o va lua în căsătorie dacă îl va ajuta să găsească Lâna de Aur. Iason i-a promis și, profitând de cunoașterea ținutului, Medeea a reușit să deschidă templul unde se afla prețiosul obiect, în timp ce Argonauții îi atacau pe soldați și îi puneau pe fugă. După obținerea Lânii de Aur, Medeea a fugit cu Iason și cu Argonauții.
Pentru a-l urma și a-i asigura victoria, Medeea nu numai că și-a abandonat tatăl, ci îl luase ostatic pe propriul frate, Apsirtos, pe care nu a ezitat să-l ucidă. Ea l-a tăiat în bucăți și l-a aruncat în mare, întârziindu-i astfel pe urmăritorii trimiși de Eetes, deoarece ei trebuiau să adune fiecare bucată din corpul fratelui. Căsătoria lui Iason cu Medeea nu a fost celebrată imediat în Colchida, dar Medeea a avut cu iubitul ei un fiu, Medeios și o fiică, Eriopis.
Întorcându-se în Iolcos cu Iason, Medeea vrea să se răzbune pe regele Pelias, cel care încercase să scape de soțul ei trimițându-l după Lâna de Aur. Convingându-le pe fiicele regelui că poate să întinerească orice ființă vie, fierbând-o într-o licoare magică știută doar de ea, le determină pe acestea să-și omoare tatăl. Fiul lui Pelias, mânios îi gonește pe Iason și Medeea, iar Pleiadele, fiicele regelui ucis fug îngrozite de ceea ce au făcut.
Iason și Medeea ajung în Corint, unde regele Creon îi oferă de nevastă lui Iason pe fiica sa, Creuse. Medeea este izgonită și i se dă o amânare de o zi pentru a părăsi cetatea, îndeajuns pentru ca vrăjitoarea să ticluiască o răzbunare. Ea îmbibă o rochie în niște otrăvuri cunoscute de ea, și le trimite prin copiii ei prințesei Creuse. Imediat ce a îmbrăcat-o, aceasta a fost cuprinsă de un foc misterios, la fel ca și tatăl ei ce i-a sărit în ajutor.
Medeea fuge la Atena, deoarece era în bune relații cu Egeu, căruia îi promisese să-i dăruiască alți copii, dacă o va lua în căsătorie. Medeea a încercat în zadar să-l ucidă pe Tezeu, atunci când acesta a venit pentru a fi recunoscut de tatăl său.
Tragedia Medeea de Euripide prezintă povestea din momentul în care Medeea este părăsită de Iason.